# Arlette de Falaise

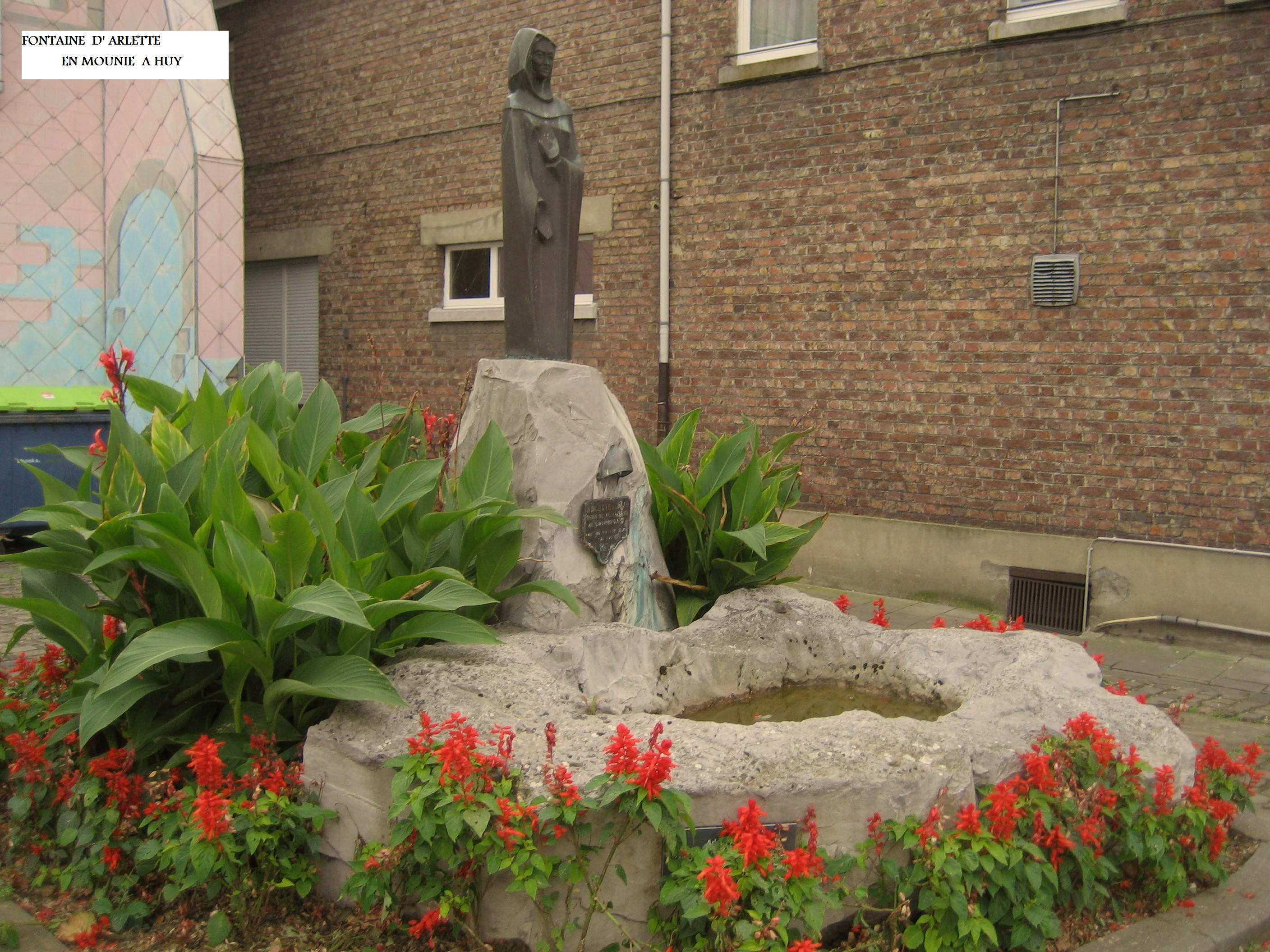
Estatua de Arlette de Falaise en Huy (Bélgica)

Arlette de Falaise también Herleva de Falaise o Erlève (c. 1010-1050) fue la madre de Guillermo el Conquistador, duque de Normandía y rey de Inglaterra, de Odón, obispo de Bayeux, y de Roberto, conde de Mortain.

## Datos biográficos
Arlette era hija de un curtidor llamado Fulberto, que residía en la pequeña ciudad de Falaise, Normandía. No obstante, el término con que se designa el oficio de su padre en las crónicas, «filia pelletarii burgensis» es ambiguo y podría referirse también a un embalsamador o a alguien que recibía los cuerpos de los difuntos para proceder a su entierro.
A la edad de 17 años, se convirtió en concubina de Roberto I el Magnífico, duque de Normandía. Conocemos pocos datos acerca de las circunstancias de su encuentro con Roberto, así como del nacimiento de su hijo Guillermo. Los detalles se pusieron por escrito bastante después del momento de los hechos, una o incluso dos generaciones más tarde, y, además de ser a veces contradictorios, es muy posible que haya errores. La leyenda afirma que la relación se inició después de que el joven duque Roberto viese a Arlette lavando ropa en el río, en las cercanías del castillo de Falaise. Según prosigue la leyenda, no habría podido resistirse a la seducción de Arlette y decidió tomarla como concubina. En cualquier caso, de esta relación nació Guillermo en 1027 o 1028 -más probablemente en este segundo año.
Arlette contrajo después matrimonio (c. 1030) con Herluin de Conteville. De esta unión nacieron tres hijos, dos varones y una mujer: Odón de Bayeux, Roberto de Mortain y Muriel. Odo y Roberto se convertirían posteriormente en dos pilares del régimen de Guillermo como duque de Normandía, y especialmente tras la conquista normanda de Inglaterra (1066), cuando llegó a ser rey tras la victoria de Hastings. Por su parte, Muriel se casó con Guillermo de la Ferté-Macé.

## Ascenso de su hijo Guillermo

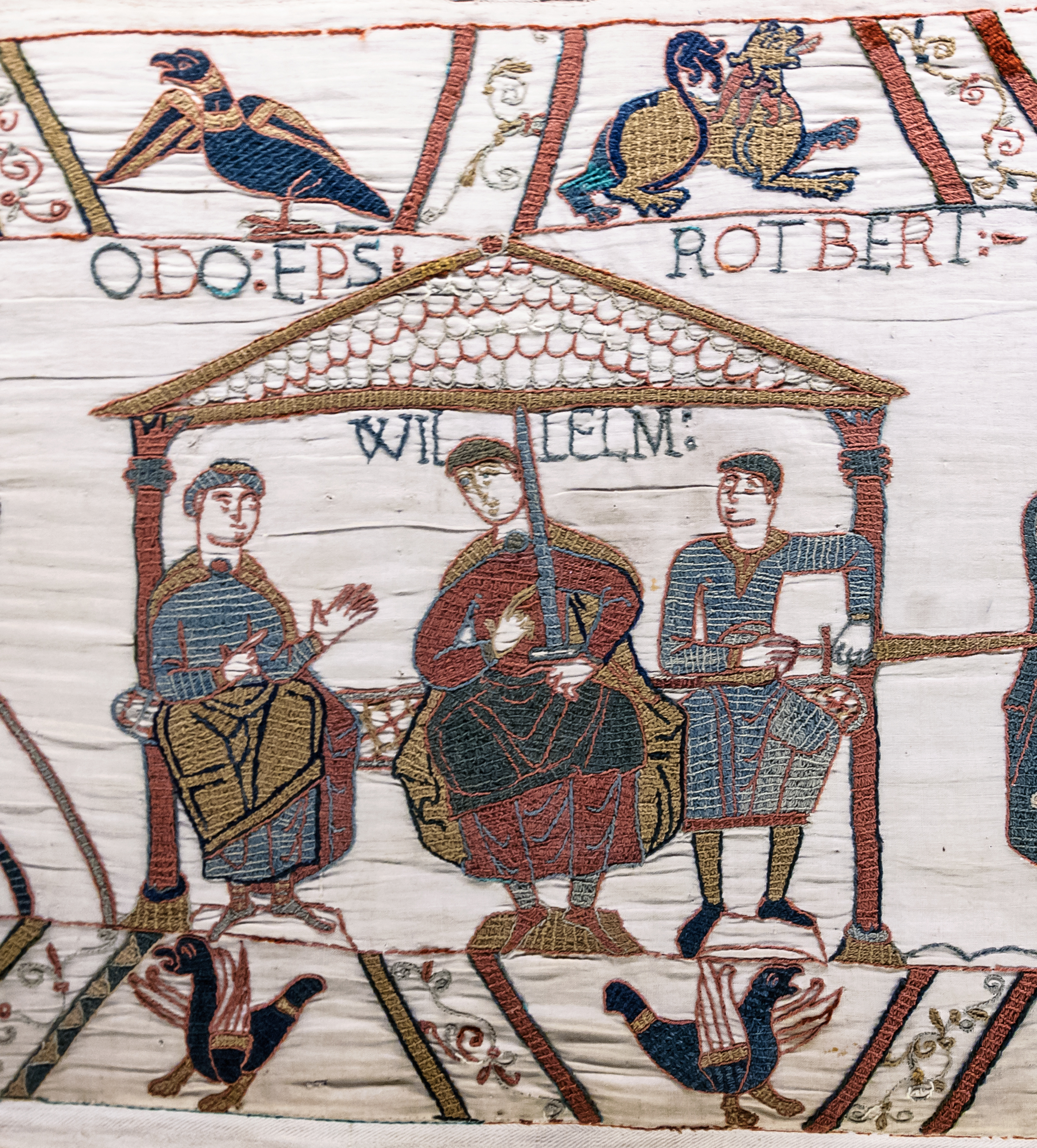
Tapiz de Bayeux - Escena 44: El duque Guillermo y sus dos hermanos uterinos: a su derecha, el obispo Odo de Bayeux y a su izquierda, el conde Roberto de Mortain.

En 1035 falleció Roberto I de Normandía. Aunque Guillermo era hijo ilegítimo, ello no obstaba a que fuese igualmente el único hijo vivo del difunto duque, con lo que logró heredar el título de su padre, bajo la tutela de Roberto el Danés, primero, y varios otros después. 
A principios del año 1047, diversos barones normandos, que no aceptaban que su duque pudiese ser un hijo ilegítimo, intentaron asesinar al duque Guillermo. Su tentativa fracasó, y dio lugar a la batalla de Val-ès-Dunes, en la que Guillermo aplastó la rebelión con ayuda de Enrique I de Francia.
Cuando Guillermo tomó la decisión de invadir Inglaterra en 1066, solicitó que le acompañasen sus dos hermanos uterinos, Odón de Bayeux y Roberto de Mortain.
Adelaida de Normandía también fue hermana de Guillermo, pero se desconoce si era hija de Roberto, de Arlette, o de ambos. Contrajo un primer matrimonio con Enguerrand II de Ponthieu, un segundo matrimonio con Lamberto de Lens y un tercero y último con Eudes II de Troyes, conde de Champaña. Ella ya era condesa de Aumale, dote que recibió de su primer esposo.
Arlette falleció hacia el año 1050, y su cuerpo fue enterrado en la abadía de Grestain, fundación de su esposo Herluin.